# 1718 w muzyce
Wydarzenia muzyczne w 1718 roku.

## Dzieła
- Francesco Onofrio Manfredini – Concerti Grossi op. 3
- Jan Dismas Zelenka – Litaniae Lauretanae w C
- Jan Dismas Zelenka – Capriccio w G
- Jan Dismas Zelenka – Capriccio w F
- Jan Dismas Zelenka – Capriccio w A

## Dzieła operowe
- Georg Friedrich Händel – Acis and Galatea
- Antonio Lotti – Ascanio ovvero Gli odi delusi dal sangue

## Urodzili się
- 24 marca – Leopold August Abel, niemiecki skrzypek, dyrygent i kompozytor klasycyzmu (zm. 1794)
- 21 listopada – Friedrich Wilhelm Marpurg, niemiecki teoretyk muzyki, krytyk i kompozytor (zm. 1795)

Data dzienna nieznana
- Jan Kasper Pierszyński, polski kompozytor i kopista muzyki sakralnej z epoki baroku, kantor i organista (zm. 1758)